# ねおち
ねおちは、目を閉じても楽しめる4人組の日本の女性アイドルグループ。室井ゆう（グデイ）のプロデュース。作詞作曲をはじめ中川大二朗（JYOCHO）がサウンド・プロデュースを担当。レーベルはTHIS TIME RECORDSに所属。

## 概要
2022年結成。「なんだか眠れないあなたに寄り添う、目を閉じても楽しめるアイドル」をコンセプトに消費されないサスティナブルで全く新しい形でのアイドルの誕生を目指し結成された。他アイドルと一線を画すオルタナティブな要素の楽曲が特徴。
2022年6月8日、室井ゆうと中川大二朗がタッグを組み新アイドルグループを立ち上げるため、オーディションサイトとデモ音源を公開した。オーディションの応募期間はわずか1週間で行い、月末にはレコーディングのスケジュールで行われた。
プロデューサーの室井は、グループについて「様々なことが表に出る中で、アイドルは楽しいということ。それをもっと多くの人に届けたい。頑張らなくても観れる、聞ける、楽しめる。目まぐるしい日々を過ごす中でなんだか眠れないあなたに寄り添えるアイドル」と、コメントしている。
2022年9月28日、新メンバー発表前にデビュー曲となる「地球が終わっても」の音源を公開。
2022年10月1日、メンバー公開と同時に「地球が終わっても」のMVを公開。
2022年10月12日、「ゆびきりげんまん」のでデジタルシングルをリリース。
2022年12月5日、代官山のSPACE ODDにてデビューライブを実施。
2023年8月29日、9ヶ月ぶりに新曲「画になりたかった」を、9月21日には2ヶ月連続となる新曲「音と堕ちて」をデジタルリリース。
2023年10月18日、新曲「をやすみゆうれい」をデジタルリリース。
2023年11月22日、ねおちEP Release party「待ち合わせの図書館にて」で新衣装を披露した。制作はSHINPINのシングウ夏海が担当。
2024年4月30日、ゆいの活動休止を発表。
2024年5月15日、サポートメンバーの募集開始。5月19日からプロデューサーである室井ゆうが期間限定でサポートメンバーとして参加。
2024年7月1日、ゆいが7月14日の公演から復帰することを発表。
2024年8月22日、新曲「ねおちしていたら108年経ってましたワzzZ」をデジタルリリース。
2024年10月15日、ゆいの脱退を発表。
2024年12月6日、なぎさが同年12月31日をもって卒業することを発表。
2025年2月15日、サポートメンバーとして、波浮すわ(水槽とクレマチス)の参加を発表。

## メンバー
| 氏名      | 誕生日  | 身長  | メンバーカラー   | アピールポイント                                       | 眠り方                                     | ナイトルーティン                                                      | 備考                                            |
| --------- | ------- | ----- | ---------------- | ------------------------------------------------------ | ------------------------------------------ | --------------------------------------------------------------------- | ----------------------------------------------- |
| あーみん  | 6月23日 | 155cm | 水色             | 落ち着く歌声、気持ちのこもった表情やダンス、お話(要約) | クッションや布団を抱きしめる。横向き(要約) | 好きな音楽を聞いて入浴。お風呂後はクリームでケアとストレッチ(要約)    |                                                 |
| れん      | 9月19日 | 170cm | フューシャピンク | 首が長い、八頭身                                       | でっけぇアザラシと添い寝                   | 悪夢を見るために気合を入れる                                          |                                                 |
| みやち    | 6月2日  | 156cm | 赤               | 人間愛                                                 | 仰向け。胸元に思いがあるとなお良し         | 推しの情報を追う                                                      |                                                 |
| さやか    | 5月20日 | 168cm | 紫               | 行動力がある。人見知りしない。落ち着いた眠たくなる声   | 白雪姫レベルの仰向け                       | 歯磨きしながらスクワット→YouTube でタロット占いの動画を流しながら寝る |                                                 |
| 波浮 すわ | 5月18日 | 166cm |                  |                                                        |                                            |                                                                       | - サポートメンバー - 水槽とクレマチスのメンバー |

## 旧メンバー
| 氏名   | 誕生日  | 身長    | メンバーカラー | アピールポイント                     | 眠り方                                                 | ナイトルーティン                                                  | 備考                             |
| ------ | ------- | ------- | -------------- | ------------------------------------ | ------------------------------------------------------ | ----------------------------------------------------------------- | -------------------------------- |
| ゆい   | 9月3日  | 144.4cm | オレンジ       | 歌声！笑顔！                         | 仰向け、枕なし派                                       | お風呂入る→アニメをみる→猫と遊ぶ→音楽またはASMR聴きながら寝落ち！ |                                  |
| なぎさ | 2月25日 | 153cm   | 黄色           | 歌とダンス。曲に合わせた表現力(要約) | 横向き＆真っ暗。枕の下に腕を入れたり、何かを掴む(要約) | 硬めとフワフワの２種類の枕を気分によって変えて寝る(要約)          | - 雨上がりのラプソディのメンバー |

## 作品

### シングル
| タイトル                               | 配信日         | 備考                 |
| -------------------------------------- | -------------- | -------------------- |
| 地球が終わっても                       | 2022年9月28日  |                      |
| ゆびきりげんまん                       | 2022年10月1日  |                      |
| 星重力街人々価値運命花信号             | 2022年11月2日  |                      |
| 約束の地平線                           | 2022年11月30日 |                      |
| 画になりたかった                       | 2023年8月30日  | 振付：安藤未知       |
| 音と堕ちて                             | 2023年9月20日  | 振付: 山之口理香子   |
| をやすみゆうれい                       | 2023年10月18日 | 振付：安藤未知       |
| ねおちしていたら108年経ってましたワzzZ | 2024年8月22日  |                      |
| ワワワルツツツ                         | 2025年12月31日 | CD-R「。ねおち」収録 |
| 交わる差点                             | 2025年12月31日 | CD-R「。ねおち」収録 |

### EP・アルバム
| タイトル               | 配信日         | 収録曲 |
| ---------------------- | -------------- | --- |
| ねおち                 | 2023年11月30日 | 1. 地球が終わっても 2. ゆびきりげんまん 3. すごい夢を見た！？ 4. 約束の地平線 5. 星重力街人々価値運命花信号                                 |
| 待ち合わせの図書館にて | 2023年11月22日 | 1. アルゴリズムの風景 2. いつもできないこと 3. 移ろいリフレイン 4. 画になりたかった 5. 音と堕ちて 6. わかれはきてしまう 7. をやすみゆうれい |

## ライブ・イベント

### 主催ライブ
| 公演日         | 公演名                                           | 会場             | 出演                                     |
| -------------- | ------------------------------------------------ | ---------------- | ---------------------------------------- |
| 2022年12月5日  | ねおちdebut LIVE                                 | 代官山 SPACE ODD | MAPA、ユレルランドスケープ               |
| 2023年5月29日  | みやち pre. NEOCHI                               | 新代田FEVER      | 怠田ユニ、電影と少年とCQ、会心ノ一撃     |
| 2023年6月10日  | あーみんとねおちしNight～ANIMAでAMINA編～        | 心斎橋ANIMA      | GREAT MONKEYS、あーみん&せかい、グデイ   |
| 2023年11月22日 | ねおちEP Release party「待ち合わせの図書館にて」 | 月見ル君想フ     | RAY、mekakushe                           |
| 2024年2月12日  | ねおちpre. 待ち合わせの、2月。                   | 高円寺HIGH       | may in film、sommeil sommeil             |
| 2024年4月20日  | ねおちpre. 待ち合わせの、4月。                   | 月見ル君想フ     | ハルカスミ、airattic、一瞬しかない、MAPA |
| 2024年7月14日  | ねおちpre. 待ち合わせの、7月。                   | 月見ル君想フ     | 開歌-かいか-、一瞬しかない               |
| 2024年12月15日 | ねおちワンマンLIVE 【 。ねおち 】                | 横浜ブロンテ     |                                          |

### 主催イベント
- “真剣アイドルしゃべり場”（2023年10月4日、ROCK CAFE LOFT、ゲスト：南波一海、室井ゆう、みやち主催のトークイベント）
- ねおちトークライブ（仮）vol.1（2024年3月12日、渋谷LOFT HEAVEN、トークイベント）
- ねおち展（2024年4月26-27日、奥渋谷 Oak Cube、写真展）
- ねおちのねごとvol.2（2024年5月2日、渋谷LOFT HEAVEN、トークイベント）

### 出演等
- 豪の部屋 特別編（2023年1月3日、みやちと室井ゆうがゲスト出演）
- 吉田豪&南波一海の“このアイドルが見たい”2023子日月（2023年1月28日、LOFT9 Shibuya）
- サラリーマン舞台人 高橋ピロリの「アフター5どう過ごそう？」（2023年9月2日、渋谷クロスFM、みやちがゲスト出演）